# Edmund Wnuk-Lipiński
Edmund Alojzy Wnuk-Lipiński (ur. 4 maja 1944 w Suchej, zm. 4 stycznia 2015 w Warszawie) – polski socjolog i nauczyciel akademicki, profesor nauk humanistycznych, pisarz fantastyki naukowej.

## Życiorys
Wychował się w Bytowie, gdzie w 1961 ukończył I Liceum Ogólnokształcące.  Następnie podjął studia w zakresie socjologii na Uniwersytecie Warszawskim; uzyskiwał później stopnie naukowe doktora i doktora habilitowanego w tej samej dziedzinie. W 1992 otrzymał tytuł profesora nauk humanistycznych. Specjalizował się w zakresie socjologii polityki.
Był założycielem i pierwszym dyrektorem Instytutu Studiów Politycznych Polskiej Akademii Nauk. Wykładał w Instytucie Nauk Humanistycznych w Wiedniu, na University of Notre Dame, na uczelniach wyższych w Kanadzie, Norwegii i Bułgarii, w Centre national de la recherche scientifique oraz w Wissenschaftskolleg zu Berlin. Uzyskał stypendium wiedeńskiego Instytutu Nauk o Człowieku. Należał do międzynarodowych towarzystw socjologicznych. Był kierownikiem Katedry Socjologii w Collegium Civitas w Warszawie. W latach 2006–2012 pełnił funkcję rektora tej uczelni. Wchodził również w skład rady patronackiej Instytutu Jagiellońskiego.
Był również pisarzem science fiction, specjalizował się w powieściach z zakresu fantastyki socjologicznej, opisującej postawy ludzi z różnych grup społecznych wobec rządów państwa totalitarnego. Obok Janusza A. Zajdla był prekursorem tego nurtu w polskiej fantastyce naukowej. Debiutował w 1968 opowiadaniem Krzyś, po raz pierwszy zamieszczonym w „Horyzontach Techniki”. Opublikował m.in. trylogię Apostezjon, składającą się z pozycji Wir pamięci (1979), Rozpad połowiczny (1988) i Mord założycielski (1989). W 2000 w wydawnictwie superNOWA ukazało się jednotomowe, pełne wydanie tego cyklu (z przywróceniem tekstu usuniętego pierwotnie wskutek ingerencji cenzury).
Zajmował stanowisko doradcy ds. polityki społecznej NSZZ „Solidarność”. Z ramienia opozycji demokratycznej brał udział w obradach Okrągłego Stołu. Od 1989 do 1991 kierował zespołem doradców naukowych przy Obywatelskim Klubie Parlamentarnym. W 2010 był członkiem komitetu poparcia Bronisława Komorowskiego w przedterminowych wyborach prezydenckich.
Został pochowany na cmentarzu Wawrzyszewskim.

## Życie prywatne

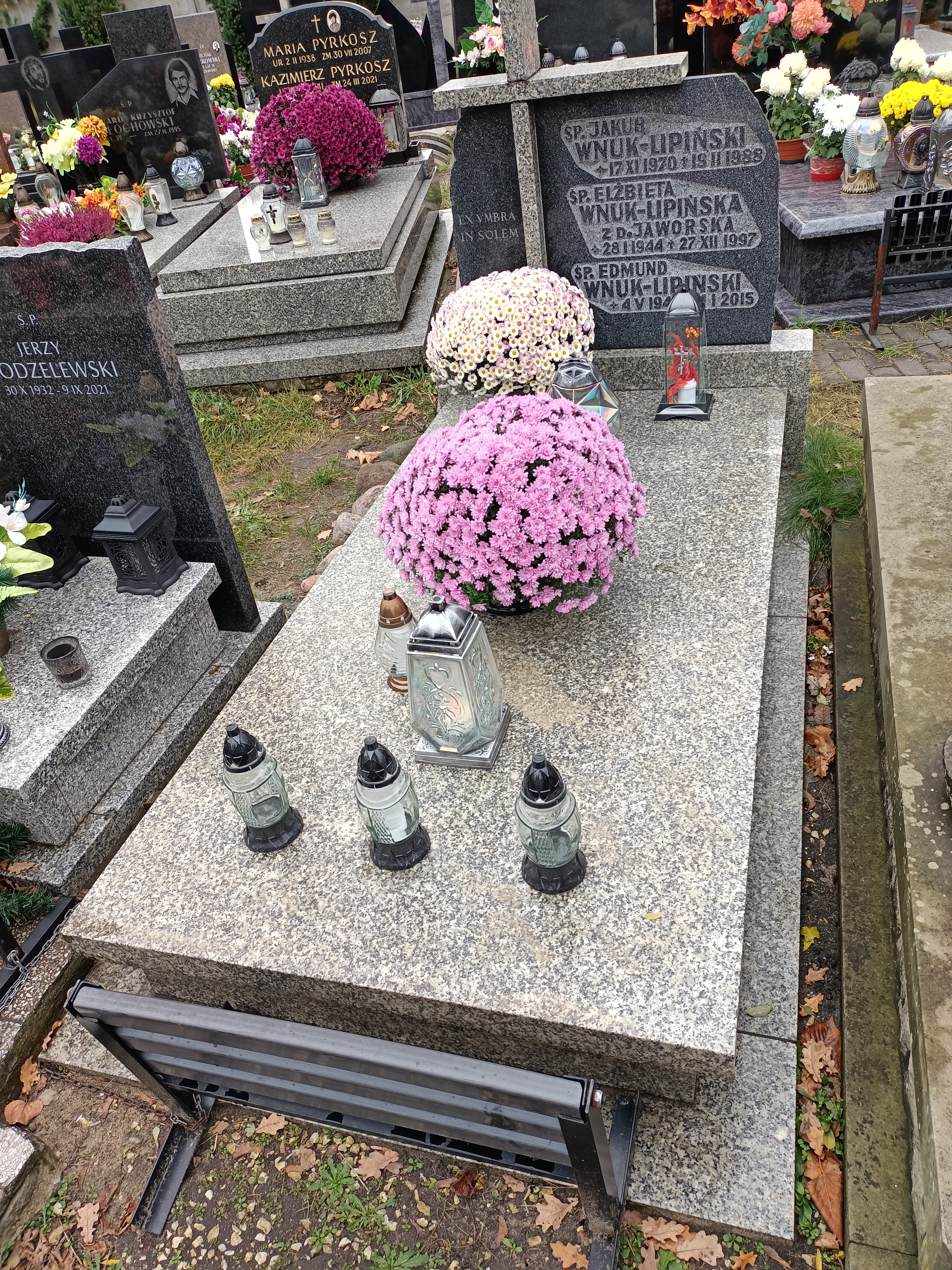
Grób Edmunda Wnuk-Lipińskiego i Elżbiety Wnuk-Lipińskiej na cmentarzu Wawrzyszewskim

Syn Bolesława i Marty. Był mężem Elżbiety Wnuk-Lipińskiej. Ich syn Jakub zginął w 1988, wypadając z okna na 15. piętrze wieżowca.

## Odznaczenia, wyróżnienia i upamiętnienie
Został odznaczony Krzyżem Kawalerskim (2000) i Komandorskim (2011) Orderu Odrodzenia Polski.
W 1988 został uhonorowany Nagrodą im. Janusza A. Zajdla za Rozpad połowiczny. W tym samym roku wyróżniony Śląkfą w kategorii „twórca roku”.
Jego imieniem nazwano Instytut Socjologii Collegium Civitas w Warszawie.

## Publikacje

### Publikacje z zakresu socjologii
- Praca i wypoczynek w budżecie czasu, Zakład Narodowy im. Ossolińskich, Gdańsk 1972
- Metody badania czasu wolnego a socjologiczna interpretacja materiału empirycznego. Referat, Komitet Statystyki i Ekonometrii PAN, Gdańsk 1973
- Czas wolny. Współczesność i perspektywy, Instytut Wydawniczy CRZZ, Warszawa 1975
- Problematyka kształtowania się potrzeb czytelniczych, Instytut Książki i Czytelnictwa BN, Warszawa 1975
- Rozumienie kultury. Szkice socjologiczne, Instytut Wydawniczy CRZZ, Warszawa 1979
- Budżet – struktura społeczna – polityka społeczna, Zakład Narodowy im. Ossolińskich, Wrocław 1981
- Rozpad połowiczny. Szkice z socjologii transformacji ustrojowej, Instytut Studiów Politycznych PAN, Warszawa 1991
- Demokratyczna rekonstrukcja. Z socjologii radykalnej zmiany ustrojowej, Wydawnictwo Naukowe PWN, Warszawa 1996
- Granice wolności. Pamiętnik polskiej transformacji, Scholar, Warszawa 2003
- Świat międzyepoki, Znak, Kraków 2004
- Socjologia życia publicznego, Scholar, Warszawa 2005

### Twórczość science fiction

#### TrylogiaApostezjon
- Wir pamięci (Seria „Z kosmonautą”, 1979)
- Rozpad połowiczny (Seria „Z kosmonautą”, 1988)
- Mord założycielski (Fantastyka-Przygoda, 1989)

#### Krótkie formy literackie
- Krzyś („Horyzonty Techniki”, 1968)
- Wyprawa ratunkowa (Kroki w nieznane, t. 3., 1972)
- Dialog przez rzekę („Fantastyka”, 1985)
- Teatr („Feniks”, 1985)
- Transfer jaźni („Feniks”, 1986)
- Continuum („Fantastyka”, 1989)
- Struga czasu (PL +50. Historie przyszłości, 2004)

### Inne
- Światy równoległe: autobiografia subiektywna w sensie ścisłym, Warszawa: Prószyński i S-ka, 2015